# 贝尔富什 (南达科他州)
贝尔富什（英語：Belle Fourche，/bɛlˈfuːʃ/ bel-FOOSH)）是美国南达科他州下属的一座城市。根据2010年美国人口普查，该市有人口5,594人。2011年估计该市人口约有5,675人，年增长率为1.45%。